# Sự cố Corrupted Blood
Sự cố Corrupted Blood là một đại dịch ảo trong trò chơi nhập vai trực tuyến nhiều người chơi World of Warcraft, bắt đầu từ ngày 13 tháng 9 năm 2005 và kéo dài trong một tuần. Dịch bệnh bắt đầu khi trò chơi giới thiệu màn chơi đột kích Zul'Gurub với trùm cuối là Hakkar the Soulflayer (Hakkar kẻ lột da). Khi bị đối đầu và tấn công, Hakkar sẽ tung ra một loại phép làm giảm máu và cực kỳ dễ lây nhiễm với tên gọi "Corrupted Blood" (Máu Dơ) vào người chơi.
Tuy phép này kéo dài chỉ vài giây và chỉ có tác dụng trong bản đồ mới Zul'Gurub, nó lây lan một cách nhanh chóng trong thế giới ảo do một tình huống không hề được tính tới là phép này lây sang cả thú cưng và nô lệ. Với cả sự vô ý lẫn cố ý của người chơi, đòn phép này lập tức trở thành một đại dịch, giết chết các nhân vật cấp thấp một cách nhanh chóng và thay đổi mạnh mẽ lối chơi thông thường, khi người chơi cố gắng làm tất cả những gì họ có thể làm để tránh lây nhiễm. Bất chấp các biện pháp như lập trình việc kiểm dịch hay người chơi tìm cách tránh xa các khu vực thành thị đông người (thậm chí nghỉ chơi), nó vẫn hoành hành cho đến khi hãng trò chơi phải thực hiện vá lỗi kết hợp với khởi động lại máy chủ thì bệnh dịch mới được kiểm soát.
Tình huống và cách hành xử trong sự kiện này đã thu hút sự chú ý của các nhà dịch tễ học vì nó có thể phản ánh cách hành xử của nhân loại khi có đại dịch xảy ra trong thế giới thật.

## Lịch sử
Bệnh dịch bắt đầu vào ngày 13 tháng 9 năm 2005, khi Blizzard giới thiệu một bản đồ đột kích mới có tên là Zul'Gurub trong một bản cập nhật mới. Trùm cuối của màn, Hakkar the Soulflayer, có thuật hút máu của người chơi để tự hồi phục. Sau khi cố ý đầu độc nhân vật của người chơi với một loại phép giảm máu có tên là Corrupted Blood. Phép này một mặt làm tổn hại nhân vật một cách nhanh chóng theo thời gian, một mặt cũng khiến Hakkar bị đánh bại khi nó hút máu này của nhân vật. Tuy nhiên, Corrupted Blood có thể được truyền sang các nhân vật gần đó, và có thể giết chết các nhân vật cấp độ thấp chỉ trong vài giây, còn nhân vật có cấp độ cao hơn thì vẫn có thể sống sót. Phép này sẽ biến mất sau một thời gian hoặc khi nhân vật chết.
Do một sai sót khi lập trình, khi các thợ săn và chiến binh cất thú cưng đi, những con thú này vẫn mang phép này trong mình và tiếp tục phát tác khi được gọi ra. Các nhân vật không phải người chơi có thể bị nhiễm phép. Chúng không chết nhưng lại có thể lây sang người chơi; do đó, chúng trở thành những vật mang mầm bệnh không triệu chứng, một dạng vật trung gian lây nhiễm loại phép này. Có ít nhất là ba trong số các máy chủ trò chơi đã bị ảnh hưởng. Trên các diễn đàn, người ta mô tả cảnh hàng trăm xác chết trên đường phố thị trấn và thành phố. Trong World of Warcraft, người chơi không chết vĩnh viễn mà sẽ được tái sinh ngay sau đó. Tuy nhiên, chết kiểu như vậy sẽ gây bất lợi lẫn bất tiện cho người chơi.
Trong thời kỳ dịch bệnh, lối chơi thông thường đã bị phá vỡ. Người chơi hoảng loạn rời bỏ các thị trấn và thành phố lớn và chạy về những nơi an toàn ở thôn quê để tránh nạn, để lại các khu đô thị với xác chết của các nhân vật.
Cách phản ứng của người chơi rất đa dạng nhưng giống với các hành vi trong thế giới thực. Một số nhân vật có khả năng chữa máu đã tình nguyện giúp đỡ, một số nhân vật cấp thấp không giúp được chuyện khác thì tìm cách hướng dẫn mọi người tránh xa khu vực bị nhiễm, một số nhân vật chạy trốn đến các khu vực không bị nhiễm bệnh, và cả một số nhân vật cố tình truyền bệnh cho người khác. Người chơi trong trò chơi đã phản ứng với căn bệnh như thể đó là nguy cơ thực sự đối với sức khỏe của họ. Blizzard Entertainment đã cố gắng tiến hành cách ly tự nguyện để ngăn chặn căn bệnh này, nhưng nó thất bại, vì một số người chơi không coi trọng nó, trong khi những người khác lại lợi dụng bệnh dịch. Mặc dù đã có các biện pháp bảo vệ, người chơi tìm cách lách luật bằng cách truyền bệnh cho thú cưng có thể triệu hồi.
Blizzard đã buộc phải khắc phục sự cố bằng cách khởi động lại các máy chủ và áp dụng các bản sửa lỗi nhanh. Bệnh dịch kết thúc vào ngày 8 tháng 10 năm 2005, khi Blizzard làm cho thú cưng không còn bị lây Corrupted Blood, do đó khiến nó không thể tồn tại bên ngoài Zul'Gurub.

### Phản ứng
Vào thời điểm đó, World of Warcraft có hơn hai triệu người chơi trên toàn thế giới. Trước khi Blizzard Entertainment đưa ra quan điểm về vụ dịch này, đã có cuộc tranh luận về việc đó là cố ý hay chỉ là trục trặc kỹ thuật. Trên các diễn đàn của Blizzard, nhiều người bình luận rằng đây là một sự kiện thế giới tuyệt vời, và gọi nó là "ngày mà bệnh dịch quét sạch Ironforge".  Một biên tập viên trên trang web người hâm mộ World of Warcraft mô tả nó là một sự kiện thế giới thích đáng đầu tiên. Sau khi sự cố diễn ra, Blizzard nhận được nhiều cuộc gọi từ những khách hàng phàn nàn một cách giận dữ về cách nhân vật của họ vừa chết. Một số người chơi đã nghỉ chơi hoàn toàn cho đến khi vấn đề được khắc phục. Trang Gamasutra gọi việc khởi động lại máy chủ là một "cái kết đột ngột".
Những người cố tình đi truyền bệnh cho người khác được biên tập viên Robert Lemos của Security Focus mô tả là những kẻ khủng bố của World of Warcraft. Ông nhận xét rằng đây có thể là lần đầu tiên có một căn bệnh truyền từ người chơi sang người chơi xuất hiện trong một trò chơi.
Nhà thiết kế trò chơi World of Warcraft Jeffrey Kaplan cho rằng sự cố này khiến họ có thêm ý tưởng cho những sự kiện game khác trong tương lai. Chuyên gia tư vấn bảo mật độc lập của World of Warcraft Brian Martin nhận xét rằng nó cho thấy những cách chơi mà cả người chơi lẫn lập trình viên Blizzard đều không lường được và nó nhắc nhở cho mọi người thấy rằng ngay cả trong môi trường trực tuyến được kiểm soát, những hậu quả không mong muốn vẫn có thể xảy ra. Ông cũng so sánh nó với virus máy tính, nói rằng mặc dù không nghiêm trọng bằng, nó cũng nhắc nhở mọi người về cách mã máy tính có thể tác động đến họ, và họ không phải lúc nào cũng được an toàn, bất kể có các biện pháp phòng ngừa ra sao.

## Mô hình để nghiên cứu thế giới thực

### Mô hình để nghiên cứu dịch bệnh
Vào tháng 3 năm 2007, Ran D. Balicer, bác sĩ dịch tễ học tại Đại học Ben-Gurion của Negev ở Beersheba, Israel, đã xuất bản một bài báo trên tạp chí Epidemiology (Dịch tễ học) mô tả sự tương đồng giữa sự cố bệnh dịch này và dịch cúm SARS và dịch cúm gia cầm. Tiến sĩ Balicer cho rằng các trò chơi nhập vai có thể là nền tảng tiên tiến để mô hình hóa sự lây lan của bệnh truyền nhiễm. Trong một bài viết tiếp theo trên tạp chí Science (Khoa học), trò chơi Second Life được nhắc đến như một nền tảng khác cho những nghiên cứu kiểu này. Trung tâm kiểm soát và phòng ngừa dịch bệnh Hoa Kỳ đã liên lạc với Blizzard Entertainment và yêu cầu số liệu thống kê về sự kiện này để nghiên cứu về dịch bệnh, nhưng được cho biết đó chỉ là một trục trặc.
Sự cố Corrupted Blood được trang Gamasutra mô tả là một tình huống ngẫu nhiên nhưng thú vị về một cách để nghiên cứu mô hình nguồn gốc và cách kiểm soát bệnh tại hội nghị Trò chơi vì sức khỏe (Games for Health) ở Baltimore, Maryland. So sánh với dịch bệnh ngoài đời thực, dịch bệnh bắt nguồn ở nơi xa xôi hẻo lánh sau đó do việc đi lại mà lây sang khu vực rộng lớn hơn; vật chủ là cả người và động vật, giống như cúm gia cầm; lây lan khi tiếp xúc gần; và có những người, trong game này là những nhân vật máy điều khiển, sẽ bị lây nhưng không có triệu chứng. Tuy nhiên, có những yếu tố khác với dịch bệnh trong thế giới thực, như dấu hiệu bệnh lý và mức độ rủi ro, là chúng không thể điều chỉnh được trong thế giới thực. Một khía cạnh của dịch bệnh mà các nhà dịch tễ học chưa từng tính đến trong các mô hình của họ là sự hiếu kỳ, thể hiện ở cách người chơi đổ xô đến các khu vực bị nhiễm để chứng kiến rồi nhanh chóng rời đi. Nó tương đồng với hành vi ở thế giới thực, cụ thể là cách các nhà báo đưa tin về một sự việc, và sau đó nhanh chóng rời khỏi khu vực.
Vào tháng 8 năm 2007, Nina Fefferman, một trợ lý giáo sư về dịch tễ công cộng và y học gia đình của Đại học Tufts, đã kêu gọi nghiên cứu về sự cố này vì tính tương đồng với bệnh dịch sinh học. Một số nhà khoa học muốn nghiên cứu cách mọi người phản ứng với mầm bệnh trong môi trường, bằng cách sử dụng đối tác ảo làm điểm tham chiếu. Sau đó, bà là đồng tác giả một bài báo đăng trong Lancet Infectious Disease thảo luận về ý nghĩa dịch tễ và mô hình hóa bệnh dịch, cùng với Eric Lofgren, một sinh viên cao học ở Đại học Bắc Carolina. Bà đã phát biểu tại Hội nghị Trò chơi vì Sức khỏe (Games Devefor Health) năm 2008 ở Baltimore, Maryland và Hội nghị các nhà phát triển trò chơi (Game Developers Conference) năm 2011 về sự cố này và cách người chơi trực tuyến đã giải quyết vấn đề mà các mô hình dịch bệnh truyền thống thường gặp phải.

### Mô hình để nghiên cứu khủng bố
Trong một bài phân tích về sự cố Corrupted Blood, Charles Blair, phó giám đốc Trung tâm Nghiên cứu Tình báo và Khủng bố, nói rằng World of Warcraft có thể cung cấp một cách mới mạnh mẽ để nghiên cứu cách thức tổ chức khủng bố hình thành và vận hành. Tuy ông đã sử dụng các mô hình máy tính để nghiên cứu chiến thuật của những kẻ khủng bố, Blair giải thích rằng vì World of Warcraft liên quan đến người thực đưa ra quyết định thực trong một thế giới được kiểm soát, nó có thể cung cấp một mô hình thực tế hơn cho các nhà phân tích tình báo quân sự.
Chuyên gia khủng bố của Đại học Yale, Stuart Gottlieb, thừa nhận rằng mặc dù vụ dịch này rất thú vị và phù hợp với thời đại, ông sẽ không dựa trên một trò chơi để nghiên cứu chiến lược chống khủng bố. Gottlieb không tin rằng việc phân tích sự cố có thể làm sáng tỏ các nguyên nhân cơ bản của khủng bố trong thế giới thực, vì các yếu tố đó rất thấp trong thế giới ảo. Tuy nhiên, như nhận xét của biên tập viên của bài báo, "điểm yếu lớn nhất của việc sử dụng trò chơi làm công cụ phân tích là cái chết trong World of Warcraft không phải là vấn đề to tát".
Blizzard đã luôn khẳng định World of Warcraft trước hết là một trò chơi, và nó không bao giờ được thiết kế để phản ánh hiện thực hay bất cứ điều gì trong thế giới thực.